# 1948年ロンドンオリンピックのプエルトリコ選手団
1948年ロンドンオリンピックのプエルトリコ選手団（1948ねんロンドンオリンピックのプエルトリコせんしゅだん）は、1948年7月29日から8月14日にかけてイギリスの首都ロンドンで開催された1948年ロンドンオリンピックのプエルトリコ選手団、およびその競技結果。

## 概要
今大会は銅メダル1個を獲得した。

## メダル
| メダル | 選手名           | 競技       | 種目           |
| ------ | ---------------- | ---------- | -------------- |
| 銅     | ファン・ベネガス | ボクシング | 男子バンタム級 |